# Naismith College Coach of the Year
Il premio Naismith College Coach of the Year è il premio conferito dall'Atlanta Tipoff Club al miglior allenatore o allenatrice del campionato di NCAA Division I maschile e femminile. Il premio è intitolato a James Naismith, l'inventore della pallacanestro.

## Albo d'oro

### Campionato maschile
- 1987 - Bob Knight,  Indiana Hoosiers
- 1988 - Larry Brown,  Kansas Jayhawks
- 1989 - Mike Krzyzewski,  Duke Blue Devils
- 1990 - Bobby Cremins,  Georgia T. Yel. Jack.
- 1991 - Randy Ayers,  Ohio State Buckeyes
- 1992 - Mike Krzyzewski,  Duke Blue Devils
- 1993 - Dean Smith,  N. Carol. Tar Heels
- 1994 - Nolan Richardson,  Ark. Razorbacks
- 1995 - Jim Harrick,  UCLA Bruins
- 1996 - John Calipari,  UMass Minutemen
- 1997 - Roy Williams,  Kansas Jayhawks
- 1998 - Bill Guthridge,  N. Carol. Tar Heels
- 1999 - Mike Krzyzewski,  Duke Blue Devils
- 2000 - Mike Montgomery,  Stanford Cardinal

- 2001 - Rod Barnes,  Ole Miss Rebels
- 2002 - Ben Howland,  Pittsburgh Panthers
- 2003 - Tubby Smith,  Kentucky Wildcats
- 2004 - Phil Martelli,  St. Joseph's Hawks
- 2005 - Bruce Weber,  Illinois Fighting Illini
- 2006 - Jay Wright,  Villanova Wildcats
- 2007 - Tony Bennett,  Wash. St. Cougars
- 2008 - John Calipari,  Memphis Tigers
- 2009 - Jamie Dixon,  Pittsburgh Panthers
- 2010 - Jim Boeheim,  Syracuse Orange
- 2011 - Steve Fisher,  SDSU Aztecs
- 2012 - Bill Self,  Kansas Jayhawks
- 2013 - Jim Larrañaga,  Miami Hurricanes
- 2014 - Gregg Marshall,  WSU Shockers

- 2015 - John Calipari,  Kentucky Wildcats
- 2016 - Jay Wright,  Villanova Wildcats
- 2017 - Mark Few,  Gonzaga Bulldogs
- 2018 - Tony Bennett,  Virginia Cavaliers
- 2019 - Rick Barnes,  Tenn. Volunteers
- 2020 - Anthony Grant,  Dayton Flyers
- 2021 - Mark Few,  Gonzaga Bulldogs
- 2022 - Ed Cooley,  Providence Friars
- 2023 - Jerome Tang,  KSU Wildcats
- 2024 - Dan Hurley,  UConn Huskies
- 2025 - Rick Pitino,  St. John's R. Storm

### Campionato femminile
- 1987 - Pat Summitt,  Tenn. L. Volunteers
- 1988 - Leon Barmore,  L.T. Lady Techsters
- 1989 - Pat Summitt,  Tenn. L. Volunteers
- 1990 - Tara VanDerveer,  Stanford Cardinal
- 1991 - Debbie Ryan,  Virginia Cavaliers
- 1992 - Chris Weller,  Maryland Terrapins
- 1993 - C. Vivian Stringer,  Iowa Hawkeyes
- 1994 - Pat Summitt,  Tenn. L. Volunteers
- 1995 - Geno Auriemma,  UConn Huskies
- 1996 - Andy Landers,  Georgia L. Bulld.
- 1997 - Geno Auriemma,  UConn Huskies
- 1998 - Pat Summitt,  Tenn. L. Volunteers
- 1999 - Carolyn Peck,  Purdue Boilerm.
- 2000 - Geno Auriemma,  UConn Huskies

- 2001 - Muffet McGraw,  N. Dame F. Irish
- 2002 - Geno Auriemma,  UConn Huskies
- 2003 - Gail Goestenkors,  Duke Blue Devils
- 2004 - Pat Summitt,  Tenn. L. Volunteers
- 2005 - Pokey Chatman,  LSU Lady Tigers
- 2006 - Sylvia Hatchell,  N. Carol. Tar Heels
- 2007 - Gail Goestenkors,  Duke Blue Devils
- 2008 - Geno Auriemma,  UConn Huskies
- 2009 - Geno Auriemma,  UConn Huskies
- 2010 - Connie Yori,  UNL Cornhuskers
- 2011 - Tara VanDerveer,  Stanford Cardinal
- 2012 - Kim Mulkey,  Baylor Lady Bears
- 2013 - Muffet McGraw,  N. Dame F. Irish
- 2014 - Muffet McGraw,  N. Dame F. Irish

- 2015 - Courtney Banghart,  Princeton Tigers
- 2016 - Geno Auriemma,  UConn Huskies
- 2017 - Geno Auriemma,  UConn Huskies
- 2018 - Vic Schaefer,  MSU Bulldogs
- 2019 - Lisa Bluder,  Iowa Hawkeyes
- 2020 - Dawn Staley,  S.C. Gamecocks
- 2021 - Tara VanDerveer,  Stanford Cardinal
- 2022 - Dawn Staley,  S.C. Gamecocks
- 2023 - Dawn Staley,  S.C. Gamecocks
- 2024 - Dawn Staley,  S.C. Gamecocks
- 2025 - Cori Close,  UCLA Bruins